# Stazione di Milano Forlanini
Stazione di Milano Forlanini vasútállomás Olaszországban, Lombardia régióban, Milánó településen.

## Vasútvonalak
Az állomást az alábbi vasútvonalak érintik:
- Milánó Passante-vasútvonal
- Milánó belt-vasútvonal

## Kapcsolódó állomások
A vasútállomáshoz az alábbi állomások vannak a legközelebb:
- Stazione di Milano Porta Vittoria (Milánó Passante-vasútvonal)
- Stazione di Segrate (Milánó Passante-vasútvonal)
- Stazione di Milano Lambrate (Milánó belt-vasútvonal)
- Stazione di Milano Porta Romana (Milánó belt-vasútvonal)
- Stazione di Milano Rogoredo (Milánó belt-vasútvonal)